# Jun Akiyama
Jun Akiyama   (秋山 準 Akiyama Jun, nacido el 9 de octubre de 1969) es un luchador profesional japonés quien actualmente trabaja para All Japan Pro Wrestling (AJPW) como presidente, director representante, codirector de Booker y luchador ocasional. Es muy conocido por su paso por la empresa Pro Wrestling Noah (NOAH).
Akiyama  ha sido cinco veces campeón mundial al ser tres veces Campeón Peso Pesado de la GHC y dos veces Campeón Mundial Peso Pesado de la Triple Corona de AJPW. También fue siete veces Campeón Mundial en Parejas de la AJPW, tres veces Campeón en Parejas de la GHC y tres veces Campeón en Parejas de All Asia. También fue el ganador del World's Strongest Tag Determination League en 1998 y 1999 junto a Kenta Kobashi y en 2014 junto con Takao Omori.

## Primeros años
En la escuela secundaria, Akiyama practicaba natación y en la escuela secundaria, practicaba la lucha libre amateur y el judo. Después de la secundaria, fue a la Universidad Senshu en Tokio. Allí se unió a un equipo de lucha libre amateur que produjo a otros luchadores profesionales como Riki Choshu, Hiroshi Hase y Manabu Nakanishi.

## Carrera

### All Japan Pro Wrestling (1992-2000)
Akiyama tuvo un gran éxito como luchador amateur y fue finalmente explorado por All Japan Pro Wrestling (AJPW). Hizo su debut profesional en la lucha libre en septiembre de 1992 en una lucha contra Kenta Kobashi, que perdió. Gradualmente se elevó en rango, comenzando a formar equipo con Akira Taue como parte de lo que quedaba del equipo de Jumbo Tsuruta llamado "Tsuruta-Gun", ganando una serie de prueba en enero de 1993. Posteriormente, Akiyama comenzó la competencia por equipos. La división de equipos se convirtió en su especialidad, asociándose con Takao Omori contra Kenta Kobashi y Mitsuharu Misawa.
En enero de 1995, se separó de Taue y, junto con Omori, ganó el Campeonato en Parejas de  All Asia, con los cinturones por 1076 días, hasta que los dejó a Johnny Smith y Wolf Hawkfield el 9 de enero de 1998 y también tuvo el reinado más largo. la historia de esos cinturones, aunque a veces él y Omori se unieron para unirse con otros luchadores durante ese tiempo. A principios de 1996, fue seleccionado para ser el compañero de Misawa después de que se separó de Kobashi en diciembre.
Los dos se unieron con éxito y ganaron el Campeonato del Mundo por Equipos de Etiqueta durante 1996. Akiyama y Misawa también compitieron en los torneos de World's Strongest Tag Determination League en 1996 y 1997, pero perdieron en años sucesivos al equipo de Toshiaki Kawada y Akira Taue. Akiyama luego comenzó a acercarse al Campeonato Mundial Peso Pesado de la Triple Corona de AJPW, primero desafiando a Misawa en septiembre de 1997, nuevamente a Misawa en enero de 1998, a Kobashi en julio de 1998 y a Vader en enero de 2000. No tuvo éxito en todas las ocasiones y nunca logró capturar el campeonato.
Después de asociarse con Misawa, Akiyama comenzó a asociarse con Kenta Kobashi para formar Burning. El equipo ganó numerosos títulos en parejas y compitió contra los equipos de Mitsuharu Misawa y Yoshinari Ogawa, Toshiaki Kawada y Akira Taue, Yoshihiro Takayama y Takao Omori y otros. Burning también ganó el torneo de World's Strongest Tag Determination Leagueen 1998 al derrotar al equipo de Stan Hansen y Vader, y nuevamente en 1999 al derrotar a Akira Taue y Stan Hansen. La última gran victoria de Akiyama en All Japan Pro Wrestling fue el 27 de febrero de 2000, cuando derrotó al excompañero de equipo Mitsuharu Misawa por pinfall en un concurso acalorado y altamente aclamado. Su último combate fue el 20 de julio, donde él y Jun Izumida perdieron ante Takao Omori y Yoshihiro Takayama, y después de eso, él y otros 25 luchadores se fueron a Misawa para formar Pro Wrestling NOAH.

### Pro Wrestling Noah (2000-2012)
Después de una controversia en AJPW sobre la dirección y la administración, dejó la compañía con Mitsuharu Misawa, y la mitad de la lista, para el nuevo Pro Wrestling Noah (NOAH) de Misawa a mediados del 2000. Al igual que muchos otros miembros que dieron el salto, Akiyama se hizo un cambio de imagen, dejando caer sus marcas de adornos azules y blancas y sus bañadores azules para las botas blancas, y se tiñó el pelo de color marrón. Rápidamente se estableció como una de las mejores estrellas de la compañía, ganando ambas caídas en el evento principal del primer show de NOAH, ahogando a Kenta Kobashi en el segundo show de Noah la noche después de su primera vez en su carrera, y convirtiéndose en el segundo campeón de peso pesado de GHC, tuvo defensas de títulos estelares en New Japan Pro-Wrestling contra Yuji Nagata y Hiroshi Tanahashi. Pero la falta de contendientes dignos finalmente obligó a Noah a abandonar su empuje, utilizando a Yoshinari Ogawa y Yoshihiro Takayama para hacer la transición del título a Misawa. Continuó trabajando en Noah como competidor como equipo otra vez con gran éxito, ganando el Campeonato en Parejas de GHC con Akitoshi Saito.

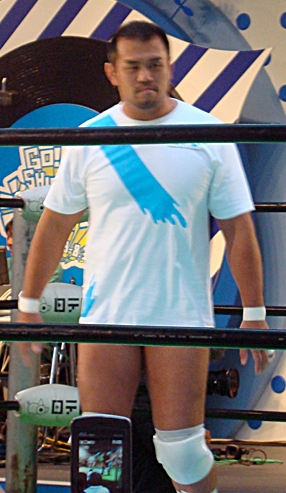
Akiyama en agosto de 2008.

### Regreso a AJPW (2013-2021)
El 26 de enero de 2013, Akiyama, Atsushi Aoki, Go Shiozaki, Kotaro Suzuki y Yoshinobu Kanemaru, todos los cuales habían abandonado Noah al mismo tiempo, anunciaron que se habían unido a All Japan Pro Wrestling, reformando el grupo "Burning", que Anteriormente se formó con Kenta Kobashi a finales de los 90.

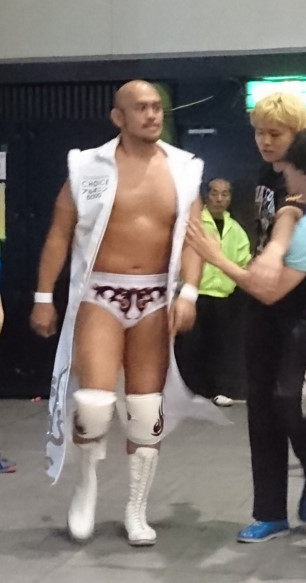
Akiyama en abril de 2016.

## Campeonatos y logros
- All Japan Pro Wrestling
  - AJPW Triple Crown Heavyweight Championship (2 veces)
  - AJPW Gaora TV Championship (1 vez)
  - AJPW World Tag Team Championship (7 veces) – con Kenta Kobashi (2), Mitsuharu Misawa (1), Go Shiozaki (1) y Takao Omori (3)
  - All Asia Tag Team Championship (4 veces) — con Takao Omori (1), Yoshinobu Kanemaru (1), Yuji Nagata (1) y Kotaro Suzuki (1)[4]
  - Champion Carnival (2013)
  - Ōdō Tournament (2015)
  - World's Strongest Tag Determination League (1998 y 1999) – con Kenta Kobashi
  - World's Strongest Tag Determination League (2014) – con Takao Omori

- Dramatic Dream Team
  - DDT Extreme Championship (1 vez)
  - Ironman Heavymetalweight Championship (3 veces)
  - KO-D Openweight Championship (1 vez)
  - KO-D 6-Man Tag Team Championship (1 vez) — con Danshoku Dino & Makoto Oishi[5]
  - D-OH Grand Prix (2021)

- Pro Wrestling NOAH
  - GHC Heavyweight Championship (3 veces)
  - GHC Tag Team Championship (3 veces) – con Akitoshi Saito (2) y Takeshi Rikio (1)
  - GHC Openweight Hardcore Championship (1 vez)
  - Global Tag League (2011) – con Akitoshi Saito

- Wrestling Observer Newsletter
  - Lucha 5 estrellas (1993) Akiyama, Mitsuharu Misawa y Kenta Kobashi vs. Akira Taue, Toshiaki Kawada y Yoshinari Ogawa
  - Lucha 5 estrellas (1996) Akiyama y Mitsuharu Misawa vs. Toshiaki Kawada
  - Lucha 5 estrellas (1996) Akiyama y Mitsuharu Misawa vs. Steve Williams y Johnny Ace
  - Lucha 5 estrellas (1996) Akiyama y Mitsuharu Misawa vs. Toshiaki Kawada y Akira Taue
  - Lucha 5 estrellas (1997) Akiyama y Mitsuharu Misawa vs. Toshiaki Kawada y Akira Taue
  - Lucha 5 estrellas (1999) Akiyama y Kenta Kobashi vs. Mitsuharu Misawa y Yoshinari Ogawa
  - Lucha 5 estrellas (2004) vs. Kenta Kobashi